# Kurt von Schleicher
Kurt Ferdinand Friederich Hermann von Schleicher (pronunciado /kʊʁt fɔn ˈʃlaɪ̯çɐ/ⓘ) (Brandemburgo, 7 de abril de 1882-Neubabelsberg, cerca de Potsdam, 30 de junio de 1934) fue un militar alemán y el último canciller de Alemania durante la República de Weimar (del 3 de diciembre de 1932 al 30 de enero de 1933), para dar paso al entonces nombrado Adolf Hitler.

## Biografía

### Ideología
De origen prusiano, Schleicher tenía una visión autoritaria del orden y la disciplina y consideraba a la República de Weimar como una época de decadencia. Creía que el Ejército tenía la función social de unificar los diversos elementos de la sociedad. 
Por el contrario, en política económica el general era relativamente moderado y era famoso por su estricto pragmatismo. Un ejemplo fue su oposición a las políticas de ayuda a las grandes fortunas, particularmente las destinadas a las fincas en bancarrota de los nobles terratenientes junkers de Prusia Oriental, la llamada «ayuda al este» (Osthilfe).

### Actividad política
Después de la Primera Guerra Mundial, Schleicher ascendió rápidamente en el Reichswehr (el nombre del Ejército alemán de aquella época), siendo el enlace principal entre este y los oficiales del Gobierno civil. Normalmente prefería actuar entre bambalinas, publicando historias en periódicos afines y usando redes informales de informadores para descubrir lo que estaban planeando otros departamentos del Gobierno. De esa forma llegó a encabezar el Ministeramt (Oficina de Asuntos Políticos). 

#### Personaje influyente
Schleicher, manteniéndose en un estratégico segundo plano, se convirtió en una figura importante, primero en el Movimiento Revolucionario Conservador alemán, y, posterior y consecuentemente, dentro del gabinete presidencial de Heinrich Brüning, entre 1930 y 1932, sirviendo como ayudante del general Wilhelm Groener, ministro de Defensa. Con el tiempo, Schleicher logró mantener una estrecha relación con el presidente de la República Paul von Hindenburg, entrando en conflicto con Brüning y Groener. Eran conocidas sus intrigas, que fueron en gran parte las responsables de la caída de dicho Gobierno en mayo de 1932.
Schleicher fue nombrado ministro de Defensa del gabinete del nuevo canciller Franz von Papen, un antiguo amigo a quien había sugerido para dicho cargo, creyendo que seguiría las pautas que él le marcara. Schleicher le impuso a Papen los nombres de todos los demás ministros, volvió a legalizar las SA nazis e incitó a las SA y las SS a crear tantos disturbios como fuese posible. Finalmente, Papen y Schleicher entraron en conflicto, y cuando, tras las elecciones de noviembre de 1932, el Gobierno no pudo mantener una mayoría operativa, Papen fue obligado a dimitir y Schleicher le sucedió como canciller de Alemania.
Schleicher esperaba alcanzar la mayoría en el Reichstag (Parlamento alemán) formando el llamado Querfront (Frente Cruzado), con el que unificaría los intereses de los alemanes descontentos alrededor de un régimen no parlamentario, pero participativo. De este modo buscaba atraer a los sindicatos afines al SPD, a los sindicatos cristianos y al ala más próxima a la izquierda del NSDAP, encabezado en esos momentos por Gregor Strasser. Sin embargo, Strasser ya estaba perdiendo la lucha interna de poder contra Adolf Hitler. Aunque Schleicher hizo algunos progresos iniciales, finalmente todos sus potenciales aliados terminaron dándole la espalda.
Mientras tanto, el desbancado Papen ahora tenía el favor del presidente Hindenburg, que estaba empezando a recelar de Schleicher, entre otros motivos, por su buena voluntad para trabajar con el SPD, al que el maduro presidente había desdeñado. Papen empujó al presidente para que nombrara canciller a Hitler, en coalición con los nacionalistas del Partido Nacional del Pueblo Alemán (DNVP), quienes, junto con Papen, creían que podrían moderar los excesos nazis. A espaldas de Schleicher, Papen celebró una reunión con Hitler y Alfred Hugenberg (líder del DNVP), quienes habían rechazado la solicitud de poderes de emergencia por parte de Schleicher, así como otra disolución del Reichstag. 

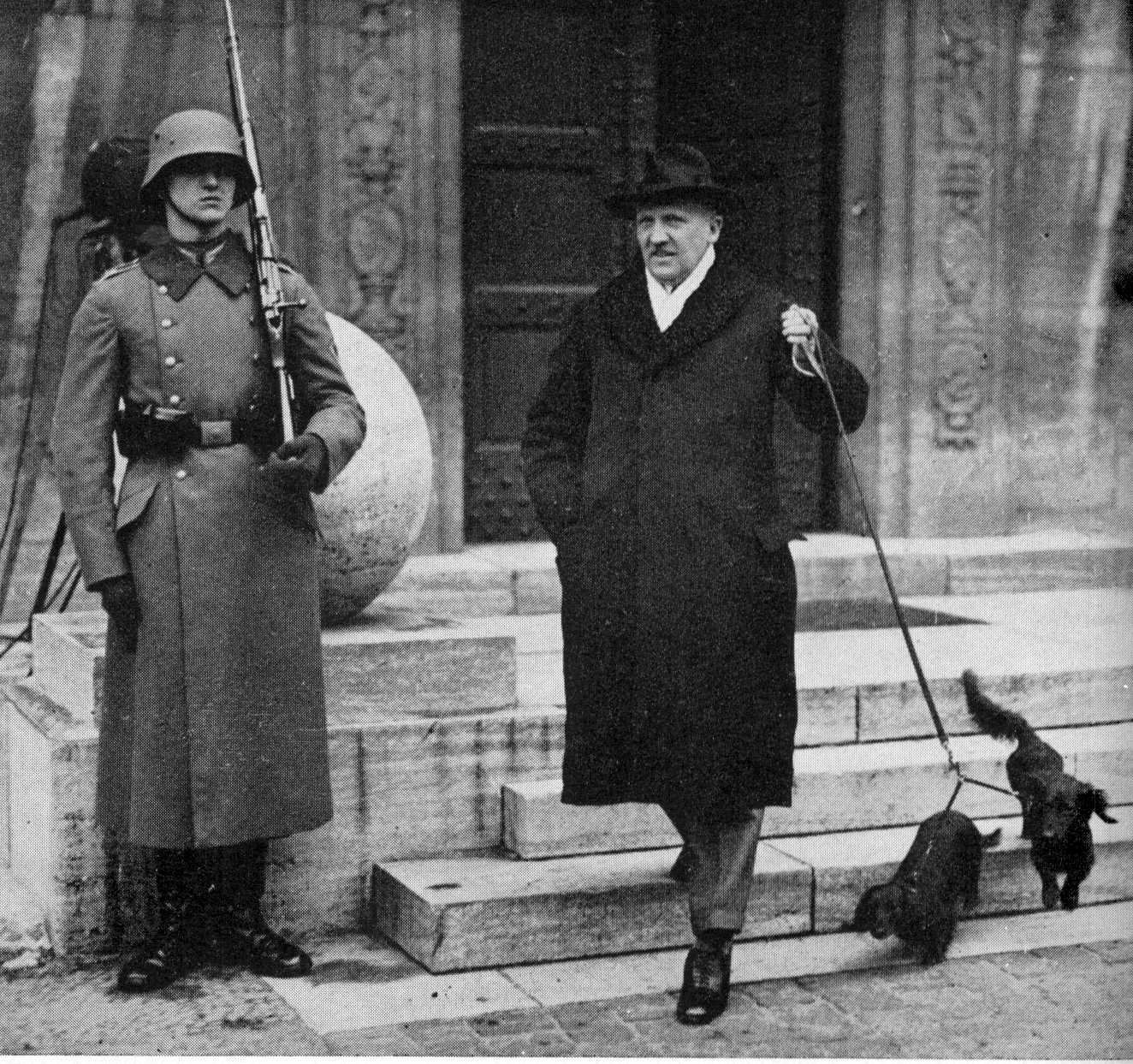
Schleicher abandona su residencia oficial luego de ser reemplazado por Adolf Hitler en su cargo de canciller.

### Caída en desgracia
Papen usó su vínculo personal con el anciano presidente Hindenburg, persuadiéndolo para que finalmente, el 30 de enero de 1933, acabase despidiendo a Schleicher y nombrando a Hitler para el puesto de canciller. Hindenburg siempre se había mostrado en contra de entregar el cargo a Hitler, e incluso lo había manifestado de manera pública (llegó a afirmar que no le nombraría ni para ministro sin cartera, porque no serviría). El deseo del anciano Hindenburg era nombrar a Papen, pero ante la insistencia de este en nombrar a Hitler, el consejo de Oskar von Hindenburg (hijo del presidente) y rumores de un posible golpe de Estado hicieron que Hindenburg acabase nombrando finalmente a Hitler como canciller.

## Muerte
Schleicher y su mujer Elisabeth fueron asesinados por disparos de pistola durante la Noche de los Cuchillos Largos, acaecida el 30 de junio de 1934, junto a otros supuestos enemigos del naciente régimen nazi. Su hijastra de dieciséis años fue quien encontró sus cadáveres.